# 넥슨
주식회사 넥슨(株式会社ネクソン, NEXON Co., Ltd.)은 대한민국에서 가장 큰 비디오 게임 회사 중 하나이다. 유명한 넥슨의 온라인 비디오 게임으로는 바람의나라, 바람의나라:연, FC 온라인, FC 모바일, 메이플스토리, 크레이지 아케이드BnB, 카트라이더: 드리프트, 블루 아카이브, 서든어택, 카트라이더 러쉬+ 등이 있다. 모기업은 대한민국의 NXC이다. 2005년,이 회사는 일본 도쿄에 본사를 옮겼다.

## 개요
넥슨은 1996년 대한민국 서울에 설립된 이후 다수의 온라인게임을 개발 및 서비스하고 있는 글로벌 게임 기업이다. 넥슨에서 최초로 서비스한 MMORPG '바람의나라'는 전 세계 최장수 상용화 그래픽 MMORPG로 기네스북에 등재된 바 있으며 ‘부분 유료화(Free to Play)’에 기반한 비즈니스 모델의 선구자로, 현재 약 66여개의 게임을 아시아, 북미, 남미, 유럽을 포함한 110여개의 국가에 서비스를 제공하고 있다.

## 넥슨 코리아

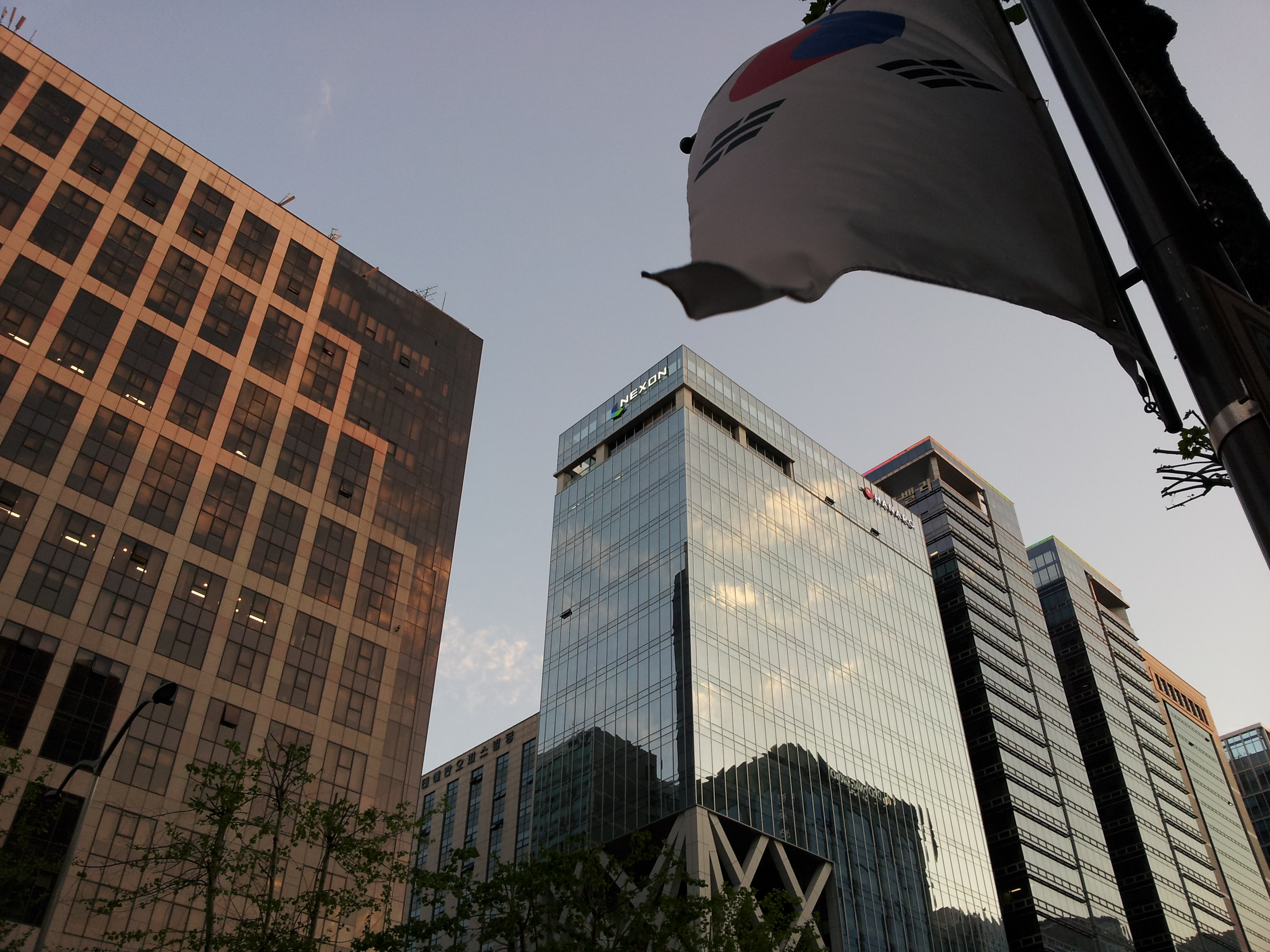
넥슨 코리아 본사 구 빌딩

넥슨재팬의 상장 이전에 본사 기능을 수행했던 회사이며, 게임 개발 등 넥슨 계열사의 대부분을 차지하고 있는 넥슨 산하의 최대 지사이다.

## 사회공헌
넥슨의 대표적인 사회공헌 사업은 넥슨작은책방이다. 2015년, 라오스에는 다섯번째 넥슨작은책방을 오픈했다. 제주도에 넥슨컴퓨터박물관을 운영중이다.
최근 서울대 병원에 100억원을 기부했다.

## 비판
넥슨의 게임들은 공통적으로 현질, 과금 유도가 심하다고 알려져있어 많은 게이머들이 돈의 돈 과 넥슨의 슨을 합쳐 돈슨 ('돈슨')이라는 신조어를 만들어내어 널리 쓰이고 있으며, 많은 유튜버들이 과금 유도에 대해 비판했다. 넥슨의 온라인게임 '메이플스토리', '마비노기' 등에서 확률 조작 논란이 일파만파로 커졌다. 확률형 아이템은 게임 이용자들이 확률에 따라 구매한 가치보다 높거나 낮은 아이템을 얻는 것을 말한다. 이 과정에서 동일한 확률이 아닌 서로 다른 확률로 부여된 것이 아니냐는 의문이 제기되면서, 게임법 규제 강화에 힘이 실리고 있다.

## 같이 보기
- 넥슨컴퓨터박물관